# Tetratrichobothrius flavicaudis
Genre
Synonymes
- Acanthothraustes Mello-Leitão, 1945

Espèce
Synonymes
- Scorpio flavicaudis De Geer, 1778
- Euscorpius flavicaudis (De Geer, 1778)
- Scorpius massiliensis C. L. Koch, 1837
- Scorpius monspessulanus C. L. Koch, 1837
- Scorpius algeriacus C. L. Koch, 1838
- Teuthraustes brasilianus Mello-Leitão, 1931

Tetratrichobothrius flavicaudis, anciennement Euscorpius (Tetratrichobothrius) flavicaudis, le Scorpion noir à queue jaune, unique représentant du genre Tetratrichobothrius, est une espèce de scorpions de la famille des Euscorpiidae.

## Distribution
Cette espèce se rencontre dans le sud de la France dont en Corse, en Italie dont en Sardaigne et en Espagne dont aux Baléares,.
Elle a été signalée ponctuellement en Suisse, en Belgique, en Angleterre, en Algérie et en Tunisie, au Yémen, en Uruguay et au Brésil.

## Habitat
Cette espèce aime l'humidité. On peut le rencontrer en ville. Il se cache souvent sous les tuiles ou les pierres des vieilles maisons. Il peut également se rencontrer sous les pierres dans les garrigues.

## Description

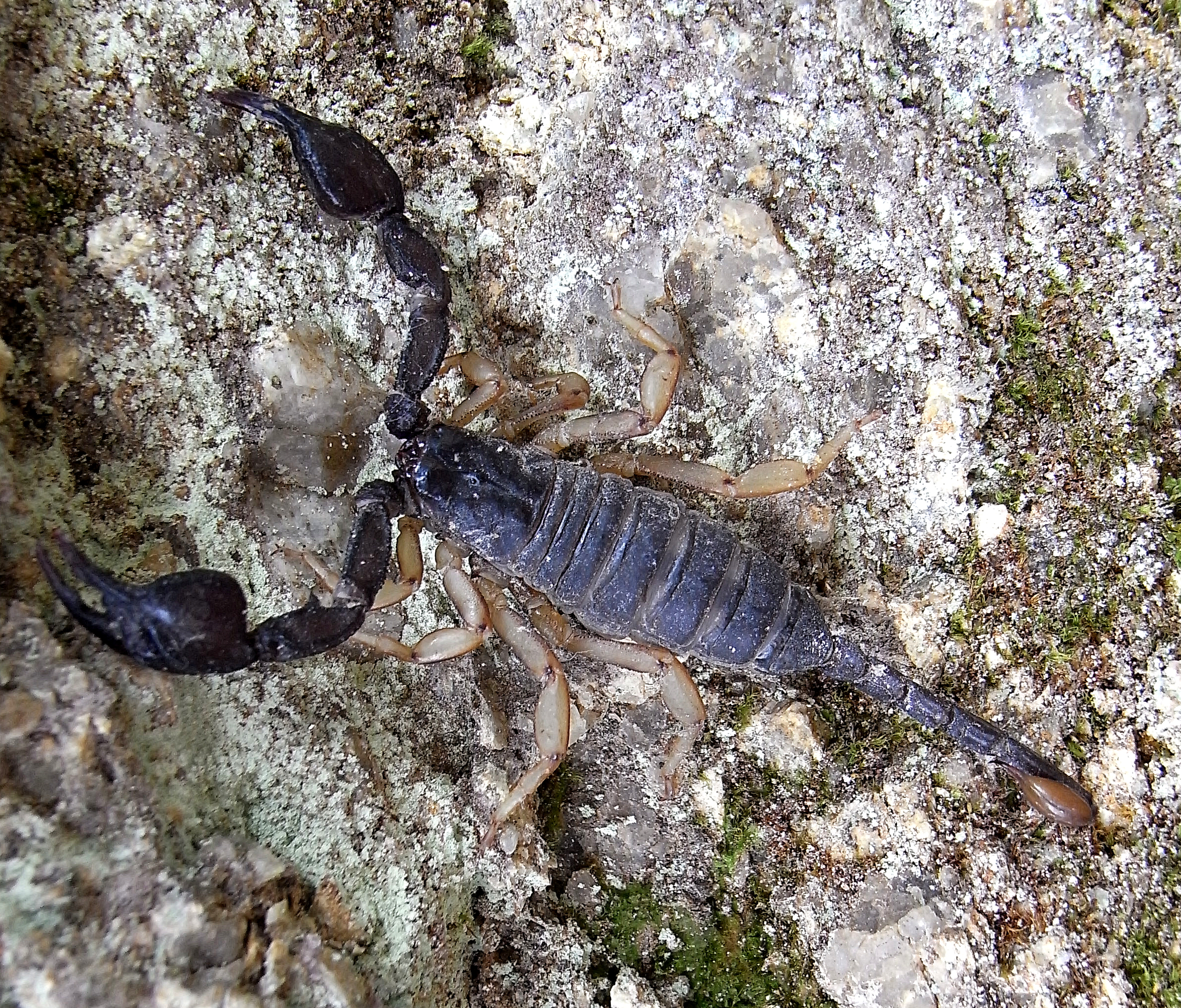
Euscorpius flavicaudis

Il est caractérisé par sa couleur noire et ses pattes qui vont du jaune paille au jaune or. L'adulte mesure de 35 à 45 millimètres de long. Ce scorpion est très proche morphologiquement de Euscorpius tergestinus, la différence se faisant au niveau des Trichobothries ventrales des pinces. 4 pour T. flavicaudis et 3 pour E. tergestinus.
Cette espèce se nourrit essentiellement de blattes, de cloportes et de larves ou vers à l'occasion.
Sa piqûre n'est pas dangereuse pour l'homme.

## Systématique et taxinomie (ou taxonomie)
Cette espèce a été décrite sous le protonyme Scorpio flavicaudis par De Geer en 1778. Elle est placée dans le genre Euscorpius par Thorell en 1876 puis dans le genre Tetratrichobothrius par Kovařík, Štundlová, Fet et Šťáhlavský en 2019.

## Liste des sous-espèces
Selon Fet, Sissom, Lowe et Braunwalder en 2000 :
- Euscorpius flavicaudis cereris Bonacina & Rivellini, 1986
- Euscorpius flavicaudis flavicaudis (De Geer, 1778)
- Euscorpius flavicaudis massiliensis (C. L. Koch, 1837)
- Euscorpius flavicaudis algeriacus (C. L. Koch, 1838)
- Euscorpius flavicaudis galitae Caporiacco, 1950

La validité de ses sous-espèces est incertaine.

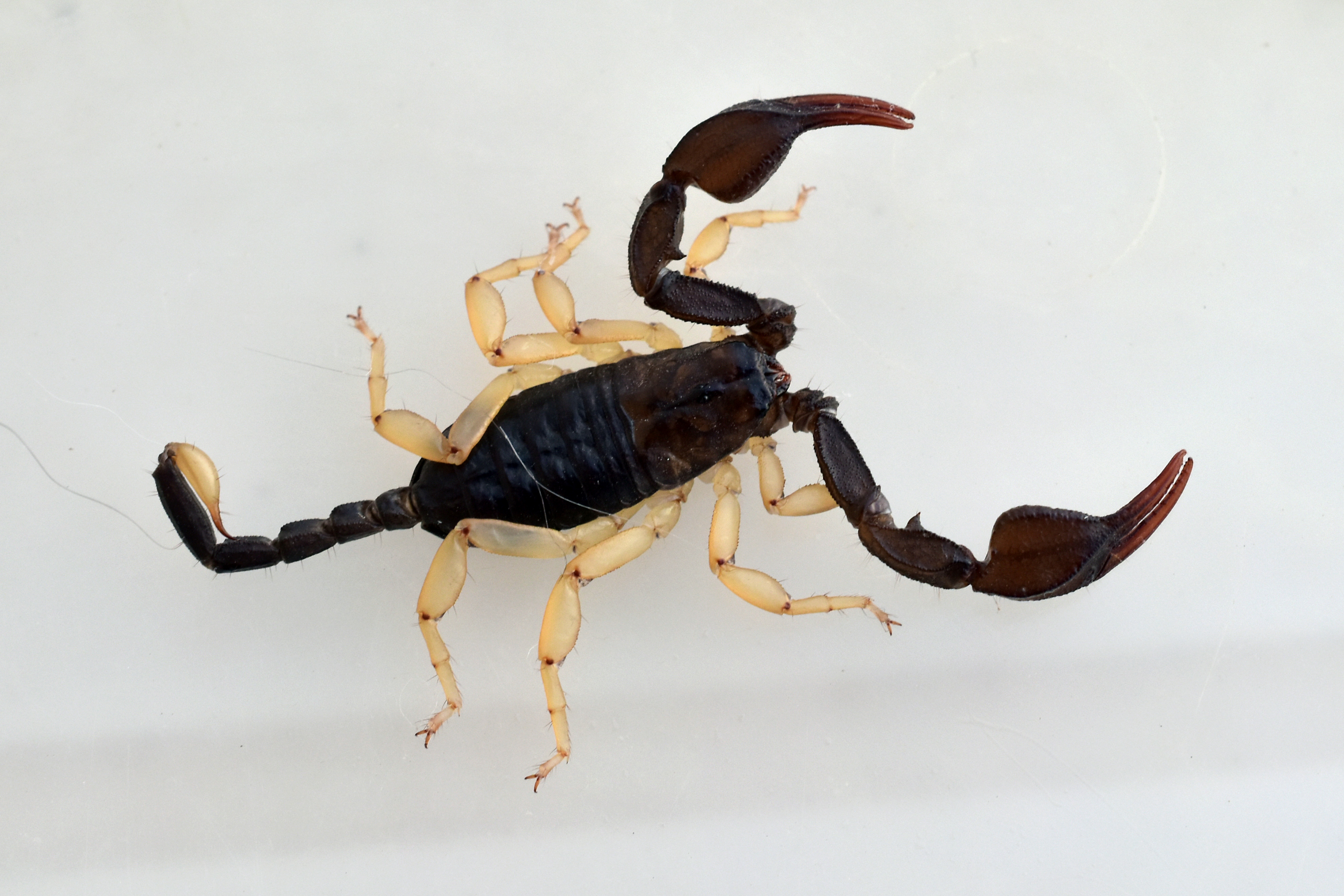
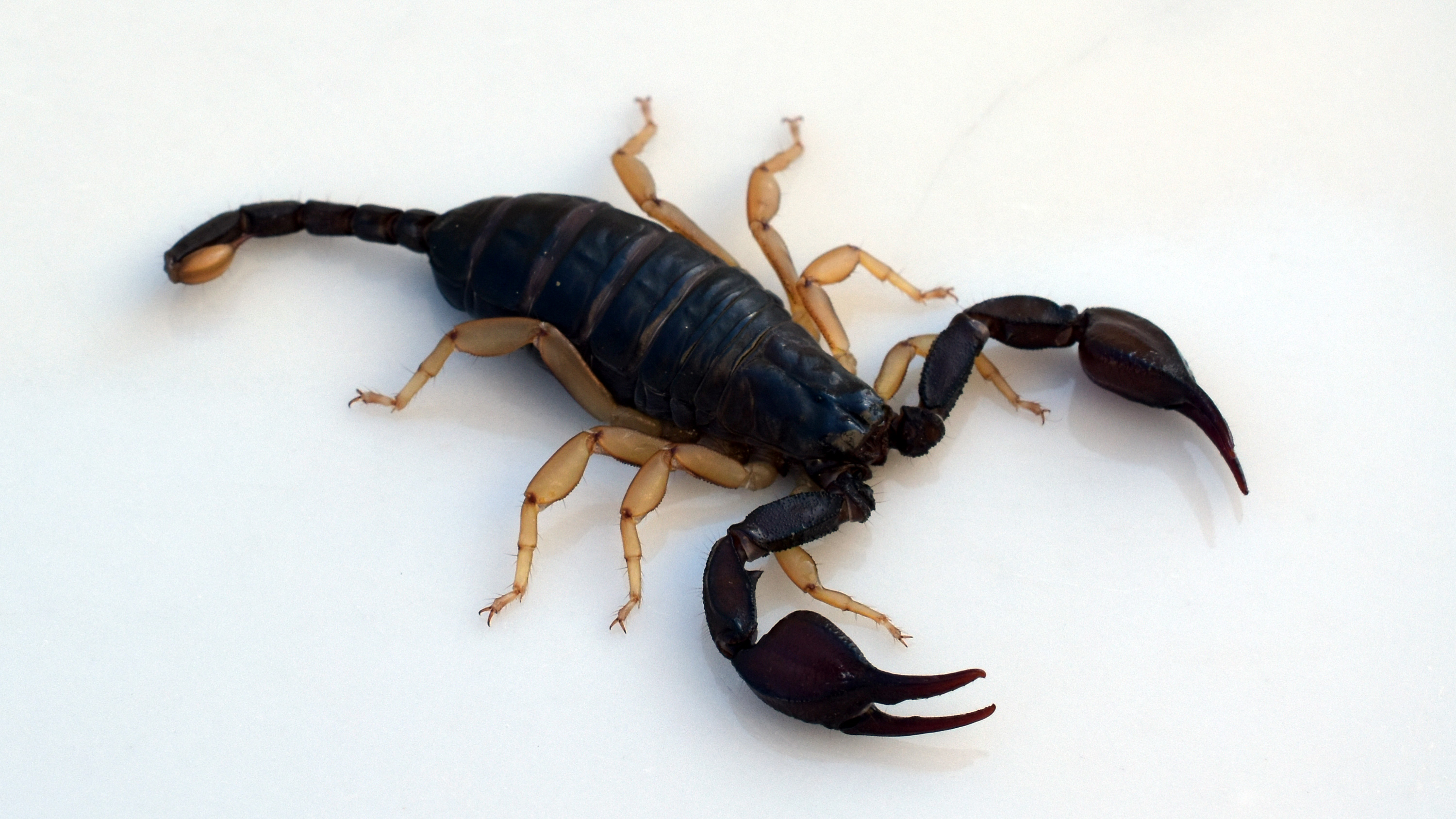
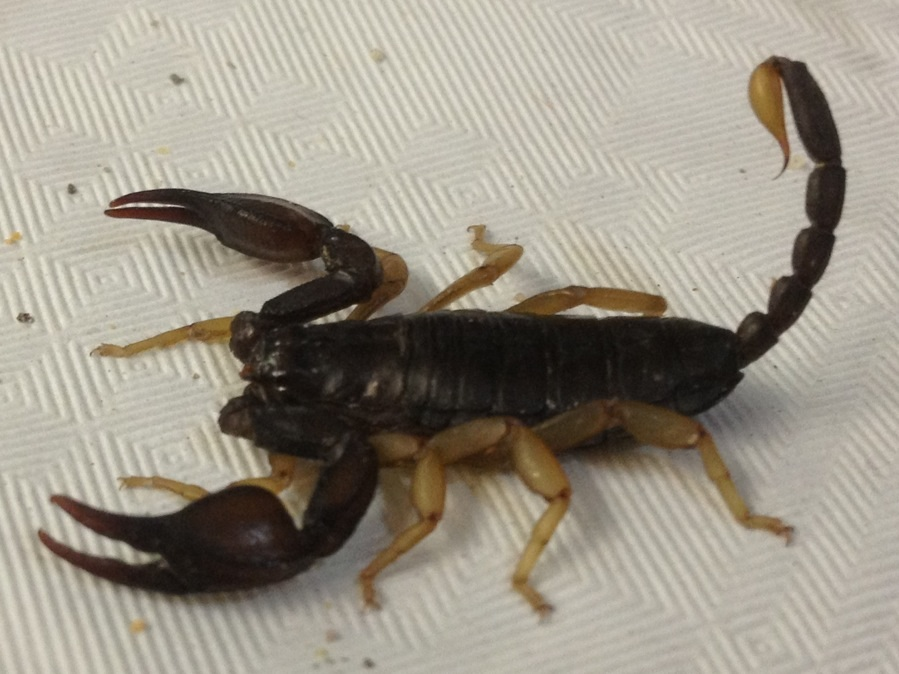
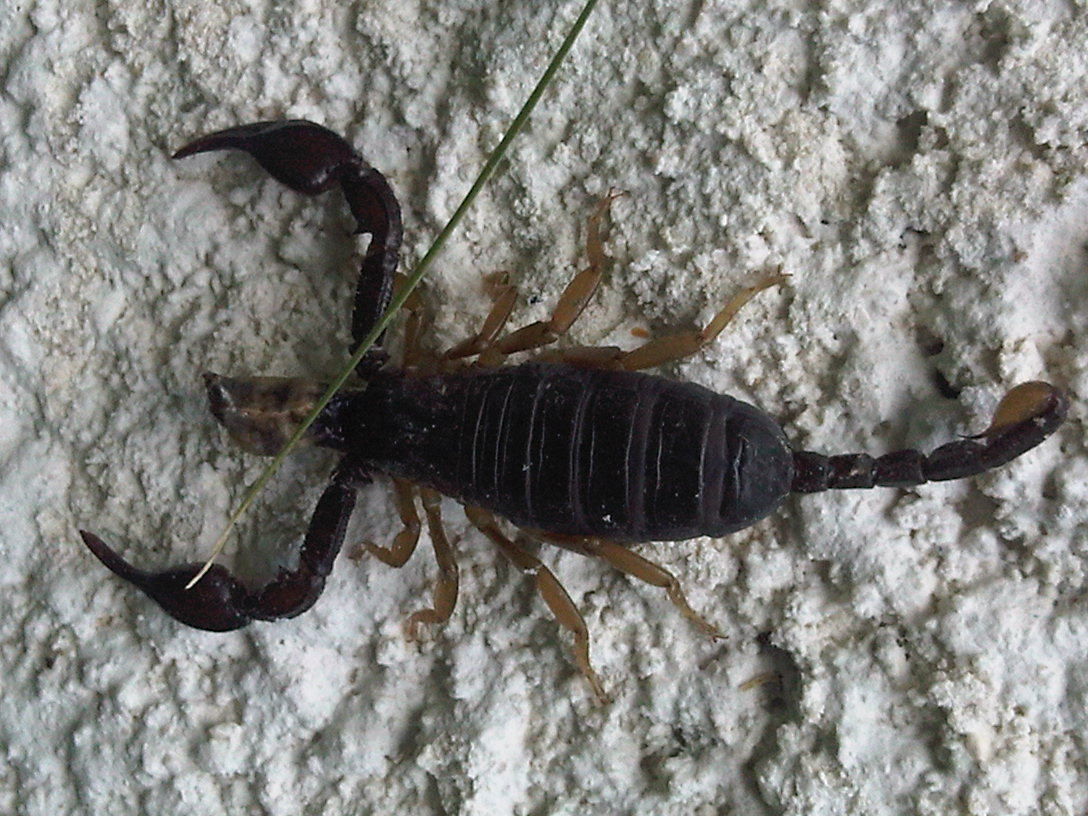
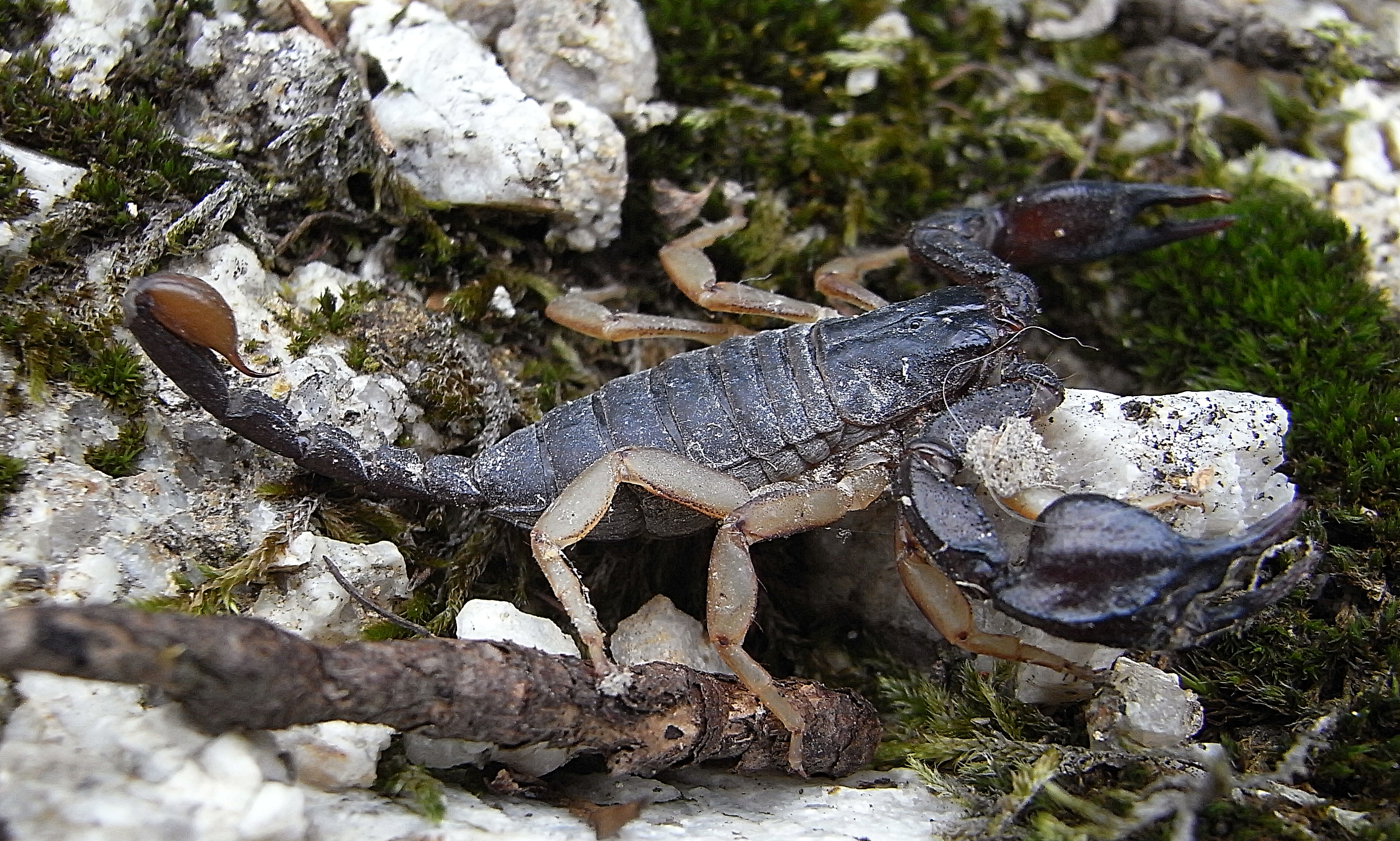

## Publications originales
- De Geer, 1778 : Mémoires pour servir à l'histoire des Insectes: bibliothèque du muséum d'histoire naturelle cinquième mémoire. Des scorpions et fauxscorpions. Stockholm, vol. 7, p. 325-350.
- Birula, 1917 : Fauna of Russia and Adjacent Countries. Arachnoidea, Scorpions. Fauna Rossii, St Petersburg, p. 1-224.